# Michele Tomasi
Michele Tomasi (ur. 9 lipca 1965 w Bolzano) – włoski duchowny rzymskokatolicki, od 2019 biskup Treviso.

## Życiorys
Święcenia kapłańskie przyjął 28 czerwca 1998 i został inkardynowany do diecezji Bolzano-Bressanone. Był m.in. duszpasterzem wiernych włoskojęzycznych dekanatu Vipiteno, diecezjalnym duszpasterzem powołań, rektorem seminarium oraz wikariuszem biskupim ds. duchowieństwa.
6 lipca 2019 papież Franciszek mianował go biskupem diecezji Treviso. Sakry udzielił mu 14 września 2019 biskup Ivo Muser.